# اریتروسین
اریتروسین (به انگلیسی: Erythrosine) با فرمول شیمیایی C20H6I4Na2O5 یک ترکیب شیمیایی است که با نام رنگ قرمز شماره ۳ (Red No. 3) نیز شناخته می‌شود و جرم مولی آن ۸۷۹٫۸۶ گرم بر مول می‌باشد.  

## کاربردها
از اریترسین به‌عنوان رنگ خوراکی، جوهر چاپ، رنگ‌آمیز زیستی، عامل آشکارکننده پلاک دندانی، ماده حاجب پرتونگاری، حساس‌کننده فیلم‌های عکاسی ارتوکروماتیک و کاتالیزور فوتورداکس نور مرئی استفاده می‌شود.
اریتروسین معمولاً در شیرینی‌هایی مانند برخی آب‌نبات‌ها و بستنی‌های یخی استفاده می‌شود و حتی به شکل گسترده‌تری در ژل‌های تزئین کیک به کار می‌رود. همچنین از آن برای رنگ‌آمیزی پوسته پسته نیز استفاده شده است.
به‌عنوان یک افزودنی غذایی، شماره E آن E127 است.

## ممنوعیت استفاده در مواد غذایی
در ژانویه ۲۰۲۵، سازمان غذا و داروی آمریکا (FDA) ممنوعیت استفاده از رنگ خوراکی قرمز شماره ۳ (Red No. 3) را به دلیل شواهدی مبنی بر سرطان‌زایی آن اعلام کرد. به تولیدکنندگان مواد غذایی تا ۱۵ ژانویه ۲۰۲۷ مهلت داده شد تا محصولات خود را بازفرمول‌بندی کنند.